# Fiat 666RN
Fiat 666RN – autobus miejski lub międzymiastowy, produkowany w Polsce na przełomie lat 40. i 50. XX wieku w koprodukcji z włoską firmą FIAT. Miejsce kierowcy umieszczone było nietypowo, bo po prawej stronie pojazdu. Do jego napędu użyto wysokoprężnego silnika Fiat 366/45. 

## Historia modelu
Nadwozie zaprojektowane zostało jeszcze w 1948 roku przez Stanisława Panczakiewicza. 
W 1950 roku Centralny Zarząd Przemysłu Motoryzacyjnego w Warszawie zadecydował o podjęciu w fabryce wagonów Sanowag w Sanoku montażu autobusu międzymiastowego "Fiat 666RN" o długości blisko 10 metrów. Ogółem w 1950 roku zmontowano 71 sztuk tych autobusów na włoskich podwoziach z użyciem importowanych podzespołów. Rozwojowi montażu przeszkodziło nasilenie zimnej wojny.

## Konstrukcja
Do napędu pojazdu stosowano silnik rzędowy, 6 cylindrowy, wysokoprężny, 4-suwowy, typu 366/45, o pojemności skokowej 9365 cm³ i mocy maksymalnej 83 kW (113 KM), osiąganej przy 1900 obr./min. Pozwalał on autobusowi na uzyskanie prędkości maksymalnej 78 km/h. Mechaniczna skrzynia biegów typu F25.18.00, miała koła zębate 3 i 4 biegu stale zazębione. W podwoziu zastosowano podłużnicową ramę nośną, powiązaną z nadwoziem o konstrukcji szkieletowej. Zawieszenie przednie było zależne, złożone z półeliptycznych resorów piórowych i hydraulicznych amortyzatorów ramieniowych. Zawieszenie tylne składało się z półeliptycznych resorów piórowych i dodatkowych resorów pomocniczych. 
Nadwozie autobusu było konstrukcji szkieletowej, do którego montowano elementy poszycia zewnętrznego z blachy stalowej. Obicia ścian wewnątrz autobusu wykonano ze sklejki i płyt pilśniowych.